# Eleuterio de Salamanca
Eleuterio, llamado erróneamente Leuterio, fue un religioso hispanovisigodo, considerado el primer obispo de Salamanca documentado a finales del siglo VI.

## Biografía
Con nombre procedente del griego, que significa «libre», se encuentra referencia a él, después de la conversión al catolicismo de los visigodos, como asistente en calidad de obispo de Salamanca al III Concilio de Toledo (589) convocado por el rey Recaredo. Como firmante de las actas conciliares, aparece precediendo a veintidós dos prelados lo que, según Flórez, obliga a remontar su consagración a tiempos de Leovigildo, hacia el año 585, aunque Bernardo Dorado va más lejos y lo sitúa en 579. En todo caso, probablemente sucedió a obispos perseguidos por los arrianos lo que sería indicativo de la antigüedad de la sede episcopal salmantina. Se ignora hasta qué año vivió. El siguiente obispo del que se tiene constancia es Teveristo, pero no se sabe con seguridad si fue el sucesor inmediato o hubo algún prelado intermedio entre ambos.